# Jesper Lundgaard
 Ikke at forveksle med Jesper Lundgaard (bassist).
Jesper Lundgaard (født 15. maj 1970 i Silkeborg) er en dansk sanger.
Lundgaard, der er uddannet speditør, debuterede i 1994 med albummet Love of Nature, som han selv finansierede udgivelsen af. Samme år blev han opdaget af den engelske sangpædagog Ian Adam og rejste derefter til London for at uddanne sig i sang og drama. Han kom i 1996 tilbage til Danmark og debuterede i Malene Schwartzs opsætning af Les Misérables på Aalborg Teater. I de følgende år havde han hovedroller i Phantom of the Opera og endnu en opsætning af Les Misérables, denne gang på Aarhus Teater. I 1998 udsendte han albummet Jesper Lundgaard sammen med Aarhus Symfoniorkester under ledelse af Jan Glæsel. Med 26.000 solgte eksemplarer på 14 dage indkasserede albummet ham en guldplade.
Siden har han udsendt flere albums, medvirket i musicals og turneret med julekoncerter hvert år. Han har bl.a. samarbejdet med Sønderjyllands Symfoniorkester, DR RadioUnderholdningsOrkestret, Annette Heick og Kim Sjøgren.
I 2001 fik Lundgaard et hit som sangskriver med sangen "Hang On", som han oprindeligt indspillede til sit debutalbum i 1994. Den danske dj Freedom udgav en coverversion, der solgte dobbelt-platin.

## Diskografi
- Love Of Nature (1994)
- Jesper Lundgaard  (1998)
- Symphony For My Love (1999)